# (5507) Niijima
(5507) Niijima – planetoida z pasa głównego asteroid okrążająca Słońce w ciągu 4 lat i 55 dni w średniej odległości 2,58 j.a. Została odkryta 21 października 1987 roku w Toyota przez Kenzō Suzuki i Takeshiego Uratę. Nazwa planetoidy pochodzi od Tsuneo Niijima, japońskiego astronoma. Przed nadaniem nazwy planetoida nosiła oznaczenie tymczasowe (5507) 1987 UJ.